# بيت ياحون
بيت ياحون هي من إحدى القرى اللبنانية من قرى قضاء بنت جبيل في محافظة النبطية.

## الموقع و السكان
هي بوابة التحرير، تقع على تخوم المنطقة المحررة، تطل على جارتها تبنين وقلعتها من الشمال، ومنها نطل على برعشيت وشقرا لجهة الشرق، وصفد البطيخ والجميجمة لجهة الشمال الشرقي، كما تبدو منها بلدة حداثا لجهة الغرب، وحرشها الواقع غربيها أيضاً، أما حدودها الجنوبية فتتمثل ببلدة كونين ، ومنها تطل على عاصمة التحرير بنت جبيل.
هي من بلدات قضاء بنت جبيل، ومحافظة النبطية، تبعد عن مركز القضاء حوالي خمسة كيلومترات، وعن العاصمة بيروت 105 كلم، وعن مركز المحافظة حوالي 40 كلم، وتعلو عن سطح البحر 856 متراً، وتبلغ مساحتها 6000 دونم.
يبلغ عدد سكانها، حسب البلدية 3500 نسمة، وفي موضع آخر 2846 نسمة، بينهم 1672 ناخباً، أما عدد المغتربين فيبلغ 550 مغترباً. المقيمون شتاء 400 نسمة، وصيفاً 1200 نسمة، وفي لبنان 1250 نسمة، وهؤلاء السكان يتصفون بالشجاعة والكرم والأخلاق الحميدة، والاحترام المتبادل، والسلوك الحسن. معظم المغتربين موزعون بين الولايات المتحدة الأميركية وأوروبا وأستراليا ودول الخليج .

## التسمية و الآثار
```
البعض يرى أن معنى ياحون الحنان والرحمة، فيكون معنى الاسم بيت الحنان والرحمة، وفي معالمها السياحية والأثرية، بركتان قديمتان، تفيضان بمياه الشتاء، واحدة في وسط البلدة، والأخرى على الجهة الشرقية منها، إضافة إلى عدد من الينابيع.
```

## المعالم الرئيسية
يوجد في البلدة عدة عيون، منها النبعة والحري والعقبة، أما البركة الشرقية فمساحتها حوالي 2630م2، ويوجد غربي البلدة حرش كبير، يحتوي على أشجار السنديان والزعرور، وهناك حرش آخر بسيط، يدعى «خلة الأزهر»، ويحتوي كذلك على أشجار السنديان والزعرور.

## عائلات بيت ياحون
من عائلات البلدة: شعبان، مكي، ناجي، مقشّر، رمضان، مخزوم، حكيم، خشيش، مروّة، نجم، بزي، زهر، ندّي، رحّال، يوسف، عطوي، حمد، شقير، سلامي، شمس الدين، فخر الدين، عباس، حمود، وإبراهيم.

## مساحتها
تبلغ مساحة البلدة حوالي ستة ملايين متر مربع، أي حوالي 6000 دونم.

## أحياؤها
تتوزع بيت ياحون على الأحياء التالية: الضيعة، المرج، شكارة الجامع، الحمّارة، الحسينية، الجبانة، الساحة، الجلالي، البركة، الشرقية، البيادر، درب السوق، الطنطني، طريق برعشيت، الغابية، المدخل الشرقي، الصوانة، الطريق العام، خلة حيص والمنازل.

## المناخ في البلدة
مناخ بيت ياحون، لا يختلف عن مناخ المنطقة كلها، لكن، مع علوّ موقع بيت ياحون عن سطح البحر، كما رأينا، أكثر من 850 متراً، فإن المناخ فيها قارس بارد شتاء، وتتساقط الثلوج أحياناً في فصل الشتاء، أما في الصيف، فتهب عليها نسمات باردة، فتجعل صيفها معتدلاً، ولا شك أنها تتأثر بالغابة الموجودة من الناحية الشمالية الغربية لها، فتزيد المناخ لطافة.

## الشهداء في بيت ياحون
قدّمت بيت ياحون خيرة من أبنائها، مدنيين ومقاومين، في سبيل تحرير الأرض، من رجس العدوان الصهيوني، وجرّاء الاعتداءات الإسرائيلية المتكررة.
الشهداء المدنيون جرّاء العدوان
الحاج حسن أحمد حكيم، الحاجة تركية حسن، الحاجة عبدة أمين شعبان، وسام سعيد شعبان، حبوس هادي شعبان، حسن خليل شعبان، السيد زينو إبراهيم، الحاجة شريفة مهنا، إلطاف نجدي، خديجة حسن مقشّر، حسين حسن عباس رمضان.
الشهداء المقاومون
علي سعيد شعبان، حسين حسن حكيم، خضر حسن مخزوم، مصطفى حسن رمضان، وتحسين حسن عباس.

## وصلات خارجية
اتحاد بلديات بنت جبيل